# Argyrogrammana physis
Argyrogrammana physis är en fjärilsart som beskrevs av Hans Ferdinand Emil Julius Stichel 1911. Argyrogrammana physis ingår i släktet Argyrogrammana och familjen Riodinidae. Inga underarter finns listade i Catalogue of Life.